# Jerłan Idrisow
Jerłan Abilfaizowicz Idrisow (oryg. Ерлан Абильфаизович Идрисов; ur. 28 kwietnia 1959 w Karkarały) – kazachski dyplomata i polityk. Minister Spraw Zagranicznych Kazachstanu w latach 1999-2002 i 2012-2016.

## Życiorys
Jerłan Idrisow ukończył Moskiewski Państwowy Instytut Stosunków Międzynarodowych. Od 1985 pracował dla Ministerstwa Spraw Zagranicznych Związku Radzieckiego a od 1991 dla Ministerstwa Spraw Zagranicznych Kazachstanu. Od 1 października 1999 do 29 stycznia 2002 sprawował urząd Ministra Spraw Zagranicznych Kazachstanu w rządzie Kasyma-Żomarta Tokajewa. Pełnił funkcję Ambasadora Kazachstanu w Wielkiej Brytanii (2002-2007), Szwecji (2002-2007), Norwegii (2002-2007), Irlandii (2002-2007), Stanach Zjednoczonych (2007-2012) i Brazylii (2007-2012).
28 września 2012 premier Seryk Achmetow powołał go w skład swojego gabinetu jako szefa MSZ. Stanowisko zachował w drugim rządzie Karima Masimowa oraz w gabinecie Bakytżana Sagintajewa. 28 grudnia 2016 prezydent Nursułtan Nazarbajew odwołał go z zajmowanego urzędu.
Jerłan Idrisow mówi po angielsku, francusku, hindi i urdu.